# زبابة مكسيكية طويلة الذيل
زبابة مكسيكية طويلة الذيل (الاسم العلمي: Sorex oreopolus) (بالإنجليزية: Mexican Long-tailed Shrew)‏ هو نوع من الحيوانات يتبع جنس الزبابة من الفصيلة الزبابات.